# Hrvatska na Zimskim paraolimpijskim igrama 2010.
Hrvatska je nastupila na Zimskim paraolimpijskim igrama u Vancouveru 2010. godine. Hrvatski sportaši nastupili su u alpskom skijanju.

## Popis hrvatskih natjecatelja
U Vancouveru 2010. nastupilo je četvero hrvatskih reprezentativaca na Zimskim paraolimpijskim igrama:
- Nikolina Santek - alpsko skijanje
- Mario Dadić - alpsko skijanje
- Zlatko Pesjak - alpsko skijanje
- Dino Sokolović - alpsko skijanje

## Ostvareni rezultati
| Natjecatelj     | Događaj                      | Prva vožnja | Druga vožnja | Konačno vrijeme | Poredak |
| --------------- | ---------------------------- | ----------- | ------------ | --------------- | ------- |
| Mario Dadić     | veleslalom, stojeći          | 1:40.72     | 1:44.65      | 3:25.37         | 36      |
| Mario Dadić     | slalom, stojeći              | 1:12.67     | 1:15.46      | 2:28.13         | 37      |
| Zlatko Pesjak   | veleslalom, stojeći          | 1:28.75     | 1:28.92      | 2:57.67         | 33      |
| Zlatko Pesjak   | slalom, stojeći              | 1:03.47     | DNF          | –               | –       |
| Dino Sokolović  | veleslalom, sjedeći          | DSQ         | –            | –               | –       |
| Dino Sokolović  | slalom, sjedeći              | 58.58       | 1:04.86      | 2:03.44         | 21      |
| Nikolina Santek | veleslalom, slabovidne osobe | DNS         | –            | –               | –       |
| Nikolina Santek | slalom, slabovidne osobe     | 1:22.20     | DNF          | –               | –       |